# Объединённая программа ООН по ВИЧ/СПИД
Объединённая программа Организации Объединённых Наций по ВИЧ/СПИД или ЮНЭЙДС (англ. Joint United Nations Programme on HIV/AIDS сокращенно UNAIDS) — объединение организаций ООН, созданное для всесторонней, скоординированной борьбы в глобальном масштабе с эпидемией ВИЧ и СПИДа и её последствиями.
Цель ЮНЭЙДС: оказание содействия в укреплении и поддержке широкомасштабных мероприятий по противодействию эпидемии ВИЧ/СПИДа, стимулирование объединения усилий различных секторов и партнёров из государственных структур и гражданского общества в борьбе с эпидемией, а также поддержание уверенности народонаселения земли в существовании реальной угрозы, исходящей от ВИЧ.
Соучредителями ЮНЭЙДС являются:
- Детский фонд ООН (ЮНИСЕФ)
- Всемирная продовольственная программа ООН (ВПП ООН)
- Программа развития ООН (ПРООН)
- Фонд народонаселения ООН
- Управление ООН по наркотикам и преступности (УНП ООН)
- Международная организация труда (МОТ)
- Организация Объединённых Наций по вопросам образования, науки и культуры (ЮНЕСКО)
- Всемирная Организация Здравоохранения (ВОЗ)
- Всемирный банк
- Управление Верховного комиссара ООН по делам беженцев (УВКБ ООН)

Российский офис ЮНЭЙДС образован в 1997.